# ズルチェレラ
ズルチェレラ（学名：Zurcherella）は、フランスとコロンビア（ラ・グアヒーラ県のアポン層とユルマ層）から発見され、前期白亜紀（前期バレミアン〜前期アプチアン）に生息したデスモセラス科の属。殻は中程度に圧縮され、やや伸開線状（外側の渦が内側の大部分を覆っている）で、臍部の縁から少し上に細い肋骨がある。肋が臍部の肩部から生じている点で、ズルチェレラの子孫であるウリゲラと異なる。
ズルチェレラは、ウリゲラ、ベウダンティセラス、およびベウダンティエラを含むデスモセラス科ベウダンティセラス亜科内で最も初期のものある。